# Karl-Friedrich Haas
Karl-Friedrich Haas (ur. 28 lipca 1931 w Berlinie, zm. 12 sierpnia 2021 w Norymberdze) – niemiecki lekkoatleta reprezentujący RFN, sprinter.

## Życiorys
Specjalizował się w biegu na 400 metrów. Zdobył brązowy medal w sztafecie 4 × 400 metrów na letnich igrzyskach olimpijskich w 1952 w Helsinkach (sztafeta biegła w składzie: Hans Geister, Günther Steines, Heinz Ulzheimer i Haas, w biegu finałowym Niemcy ustanowili wynikiem 3:06,6 rekord Europy w tej konkurencji, który przetrwał do 1960). Zajął również 4. miejsce w finale biegu na 400 metrów na tych igrzyskach. Na mistrzostwach Europy w 1954 w Bernie zajął 4. miejsce w biegu na 400 metrów, a niemiecka sztafeta 4 × 400 m (Geister, Helmut Dreher, Ulzheimer i Haas) wywalczyła srebrny medal.
Na kolejnych letnich igrzyskach olimpijskich w 1956 w Melbourne startował we wspólnej reprezentacji Niemiec. Zdobył srebrny medal indywidualnie w biegu na 400 metrów (przegrał z Charliem Jenkinsem z USA. W biegu na 200 metrów odpadł w półfinale, a sztafeta 4 × 400 metrów (Jürgen Kühl, Walter Oberste, Manfred Poerschke i Haas) zajęła 4. miejsce.
Na mistrzostwach Europy w 1958 w Sztokholmie również wystąpił we wspólnej reprezentacji państw niemieckich. Zdobył dwa medale: brązowy w biegu na 400 metrów i srebrny w sztafecie 4 × 400 m (w składzie: Carl Kaufmann, Poerschke, Johannes Kaiser i Haas).
Był mistrzem RFN w biegu na 400 metrów w latach 1952−1956 oraz wicemistrzem w 1951, 1957 i 1958. Był również wicemistrzem w biegu na 200 m w 1953. Startował w klubie 1. FC Nürnberg.

## Życie prywatne
Ożenił się w 1956 z Marią Sturm, która była medalistką mistrzostw Europy w 1954 w pięcioboju. Ich syn Christian Haas był sprinterem, brązowym medalistą w sztafecie 4 × 100 metrów na mistrzostwach Europy w 1982 w Atenach i dwukrotnym olimpijczykiem.

## Rekordy życiowe
- bieg na 200 metrów – 21,0 (1956)
- bieg na 400 metrów – 46,29 (1956)